# Ansan Greeners FC
El Ansan Greeners FC (en coreano: 안산 그리너스 FC) es un club de fútbol surcoreano de la ciudad de Ansan, y actualmente juega en la K League 2, la segunda liga más importante de Corea del Sur. Juega de local en el Estadio Ansan Wa~ de Ansan.

## Historia
El 22 de julio del 2016, el gobierno de la ciudad de Ansan anunció de manera oficial la fundación de un equipo profesional de fútbol en la ciudad de Ansan como su sede.
En su primera temporada 2017, el Ansar Greeners terminó en la 9ª posición de la tabla, y en la Copa Surcoreana fueron eliminados en tercera ronda.
- Datos: Q27952107